# Giovanni Cornaro (1647–1722)
Giovanni II Cornaro lub Corner (ur. 4 sierpnia 1647 w Wenecji, zm. 12 sierpnia 1722 tamże) – doża Wenecji.
Jego rodzicami byli Federico Cornaro i Cornelia Contarini.
Był drugim dożą z rodziny. Poprzedni Giovanni Cornaro panował w latach 1625–1629.

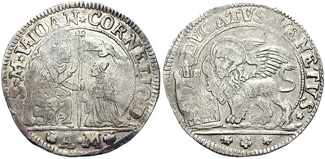
dukat wenecki z podobizną Giovanniego Cornaro (1709)

Z pewnością zdolny polityk. Wybrany przy pierwszym głosowaniu (wł: scrutinio, łac:scrutinium) dnia 22 marca 1709 roku. Walczył z Turcją (1714–1718) i zatwierdzał traktat w Passarowitz (1718, wówczas reprezentował Wenecję dyplomata i przyszły doża Carlo Ruzzini). Tak rozpoczęła się era pokoju, która trwała aż do upadku Republiki w roku 1797.
Poślubił swą krewną Laurę Corner, powiększając w ten sposób fortunę. Miał wpływy w kręgach kościelnych (wielu jego krewnych to biskupi).
O jego wyborze na dożę zadecydowały zarówno przymioty osobiste jak i łapówki.
Wojna z Turcją rozpoczęła się w 1714. Agresorem była Turcja, a Wenecja była do wojny nieprzygotowana. Straciła półwysep Morea, jednak udało się jej obronić Korfu (1715) i Dalmację.
Próbował uleczyć finanse Republiki, jednak bez wielkiego sukcesu.
Zmarł 12 sierpnia 1722, a jego ciało pochowano w kościele S.Nicolò dei Tolentini.
Wdowa po nim, Laura Cornaro wstąpiła do klasztoru i zmarła w marcu roku 1729.